# دهلق (همدان)
دهلق (همدان)، روستایی از توابع بخش مرکزی شهرستان فامنین در استان همدان ایران است.

## جمعیت
این روستا در دهستان مفتح قرار دارد و براساس سرشماری مرکز آمار ایران در سال ۱۳۹۵، جمعیت آن ۱۰۵۰ نفر (۲۶۵خانوار) بوده است.